# Katabolizam
Katabolizam (grčki: kata = "prema dolje, na niže" + ballein = "baciti") podrazumijeva skup biokemijskih reakcija u kojima se složeni kemijski spojevi razgrađuju u jednostavnije, oslobađajući tako u većini slučajeva kemijsku energiju i u određenoj mjeri i toplinsku energiju. Kemijska se energija pohranjuje u fosfatnim vezama visoko energetskih molekula kao adenozin trifosfat (ATP). Kod nekih metaboličkih putova dobiveni jednostavni spojevi, ulaze kao prekursori u reakcije sinteze drugih složenih spojeva (anabolizam). Konačni produkti katabolizma nazivaju se kataboliti.
Suprotan proces spajanja jednostavnih spojeva u složenije, uz utrošak kemijske energije naziva se anabolizam. 

Najvažniji primjer katabolizma za sva aerobna živa bića je stanično disanje, niz četiriju metaboličkih putova: glikolize, oksidativne dekarboksilacije piruvata, Krebsovog ciklusa i oksidativne fosforilacije. Kod staničnog disanja, jedna se molekula glukoze, najvažnijeg izvora kemijske energije, razgrađuje u vodu i ugljični dioksid (CO2) kao konačne produkte. U procesu se proizvede 36 molekula ATP. 
Ostali primjeri kataboličkih putova su hidroliza makromolekula, beta oksidacija, glikogenoliza i ciklus uree.

Energetski se katabolizam dijeli u tri faze. U prvoj fazi dolazi do razgradnje makromolekula koje su najčešće polimeri, u male molekule od kojih su sastavljene (monomere):
- Polisaharidi (škrob, celuloza kod bakterija) se razgrađuju u glukozu.
- Bjelančevine se razgrađuju u aminokiseline.
- Lipidi se razgrađuju u masne kiseline i glicerol.

Ovaj se proces naziva hidroliza makromolekula.
Druga faza energetskog katabolizma, je daljnja razgradnja glukoze, aminokiselina i masnih kiselina u acetat, koji se odmah veže za koenzim A formirajući acetil koenzim A. Kondenzacija acetata s koenzimom A nazivamo Oksidativnom dekarboksilacijom piruvata. Vezivanje acetatne skupine za koenzim A je univerzalno prisutno u svim organizmima i nužno je kako se ne bi smanjivao pH unutar stanica.
Treća faza u energetskom katabolizmu je potpuna oksidacija acetila CoA u Krebsovom ciklusu i oksidativnoj fosforilaciji sa stvaranjem konačnih produkata vode i ugljikovog dioksida i proizvodnjom ATP.